# Friedrich Zelck

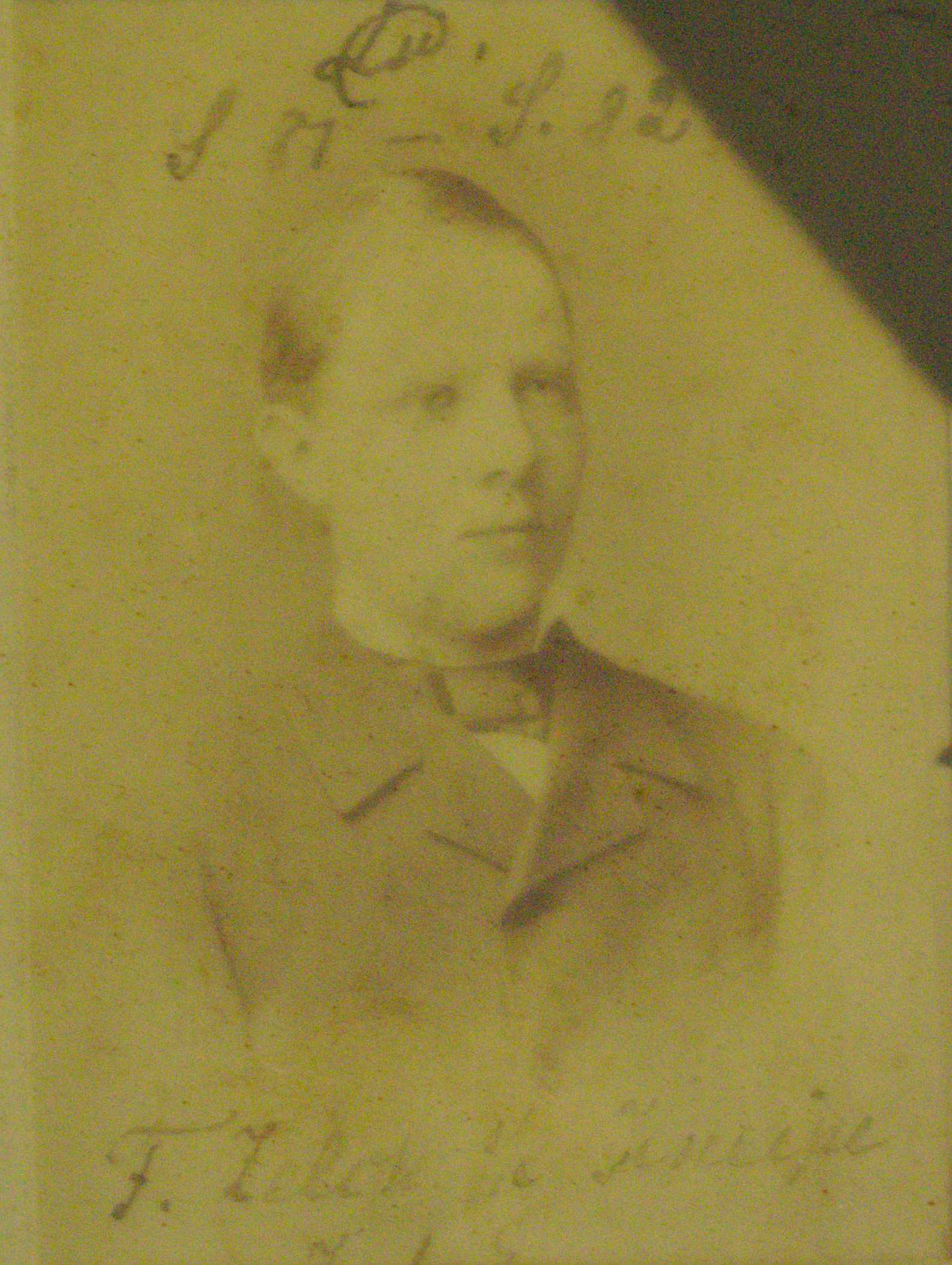
Fotografie von Friedrich Zelck als Student (Aufnahme ca. 1881/82)

Friedrich Wilhelm Ernst August Zelck (* 9. November 1860 in Rostock; † 2. August 1945 ebenda) war ein deutscher Jurist, Verwaltungsbeamter und Bürgermeister.
Friedrich Zelck wurde als Sohn des Kunstgärtners Friedrich Zelck (1837–1898) in Rostock geboren. Er studierte Rechtswissenschaften in Rostock (1880, 1883), Heidelberg und Berlin. In Heidelberg trat Zelck im Sommersemester 1881 der Studentenverbindung Leonensia bei. Zelck war Bürgermeister von Sülze (1889–1895), Bürgermeister von Malchow (1895–1927), derzeit letzter Ehrenbürger von Malchow 1926, Syndikus am Kloster Malchow, Polizeirichter für das ritterschaftliche Polizeiamt und Träger der Friedrich Franz III. Gedächtnismedaille.